# Agabus biguttulus
Agabus biguttulus is een keversoort uit de familie waterroofkevers (Dytiscidae). De wetenschappelijke naam van de soort is voor het eerst geldig gepubliceerd in 1867 door Carl Gustaf Thomson.